# Martinus

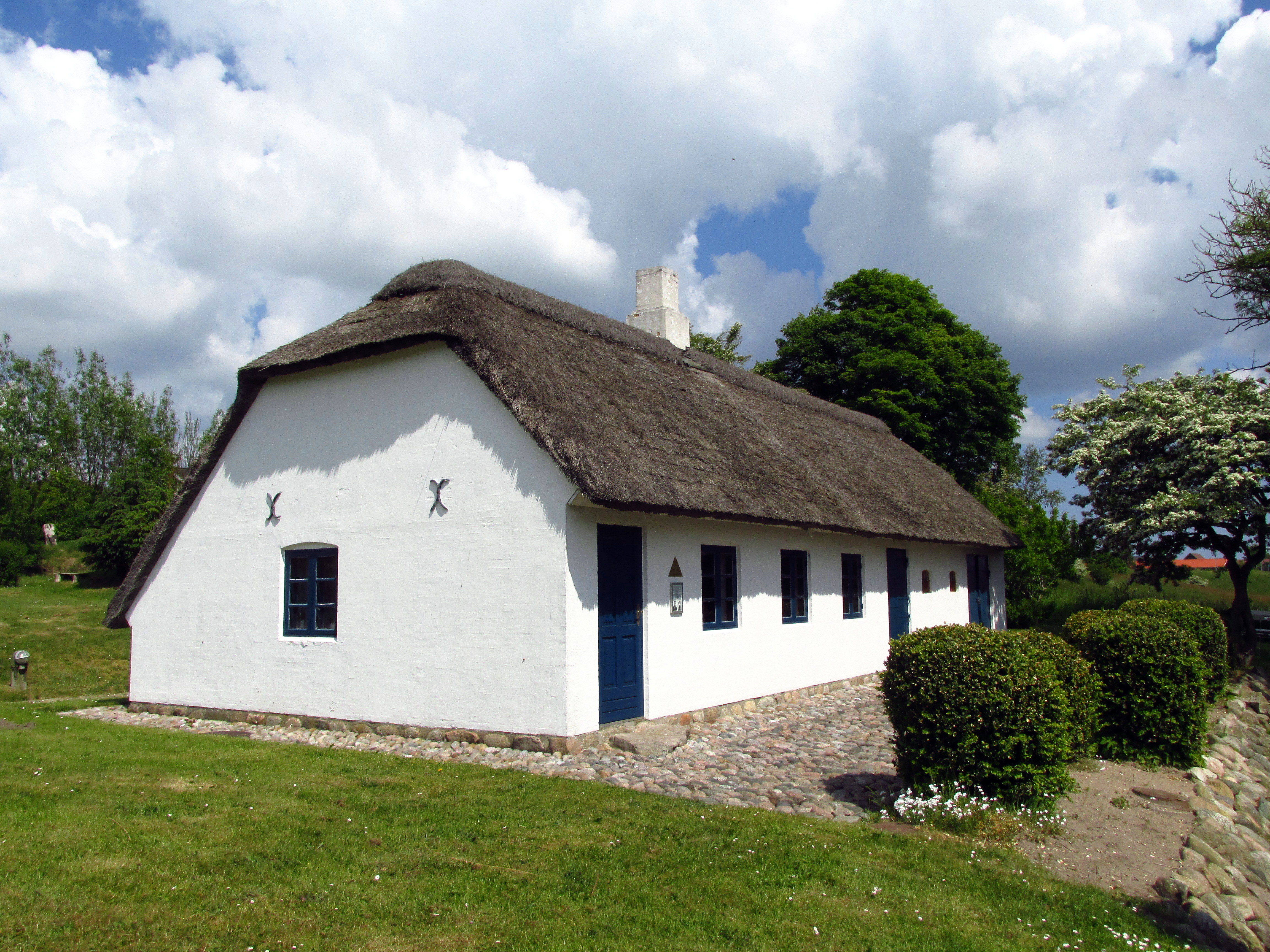
Martinus barndomshem i Sindal, numera museum

Martinus Thomsen, kallad Martinus, född 11 augusti 1890 i Sindal i nuvarande Hjørrings kommun, Nordjyllands amt, död 8 mars 1981 i Köpenhamn, var en dansk andlig författare. Hans skrifter har samlingsnamnet Tredje Testamentet. Martinus ligger begravd i ett mausoleum på Frederiksbergs gamla kyrkogård.

## Martinus liv och verk
Martinus Thomsen föddes av en ogift mor, som arbetade som hembiträde på en herrgård och därför inte kunde ta hand om ett "oäkta" barn, varför han växte upp under fattiga förhållanden i morbroderns familj på en liten torpargård vid byn Sindal på norra Jylland. Skolgången var mycket knapphändig och begränsad till några timmar ett par dagar i veckan. Därutöver fick han hjälpa till som vallpojke i lantbruket. Efter en kort tid i en smedja utbildade han sig vid 16 års ålder till mejerist och arbetade 1907–1921 vid ett flertal mejerier runt om i Danmark; från 1917 på mejeriet "Enigheten" i Köpenhamn, som sedan (inklusive Frederiksberg) kom att bli hans fasta hemstad livet ut. Under kortare tid arbetade han även som nattvakt och brevbärare i Köpenhamn. Martinus hade sedan barndomen en andlig inställning, men var frågande till vissa delar av den kristna läran så som han fick den presenterad i konfirmationsundervisningen.
År 1921 fick han genom en arbetskollega kontakt med en filosofiskt och teosofiskt skolad man, som lånade honom en bok med beskrivningar om bland annat meditation. Då han satte sig att praktisera dessa övningar fick han plötsligt och oväntat uppleva livsförändrande uppenbarelser, starka mentala ljus- och visionsupplevelser, vilka medförde en permanent förändring av hans medvetande. Han upplevde det som om han hade fått tillgång till djupa kosmiska inblickar och tillgång till visdomsinsikter och kom till stark klarhet att han hade en mission att utföra. Hans medvetande förändrades så djupgående att han efter det upplevde det mycket svårt att koncentrera sig på att läsa böcker, men han hade i stället fått tillgång till ett direkt kunskapsflöde från universum.[källa behövs] Han insåg att hans uppgift var att han skulle presentera en, för mänskligheten, ny världsbild och valde så att därefter verka och skriva ett stort antal böcker och artiklar under namnet Martinus. Om dessa händelser har han sedan skrivit i boken Om min missions födelse.

### Författarskapet
Under resten av sitt liv verkade Martinus huvudsakligen som författare av Tredje Testamentet, som är hans samlande benämning på alla hans skrifter, vilka omfattar cirka 8000 sidor. Huvudverket är Livets Bog i sju band samt Den Eviga Världsbilden i fem band, i vilka ett fyrtiotal av de cirka hundra beskrivande kosmiska illustrationssymboler som Martinus framställt förklaras. Under sitt nittioåriga liv höll Martinus även en mängd föredrag i vilka han informerade om den kosmiska världsbild, som han beskrivit i sina böcker. Många av dessa föredrag finns utgivna i form av artiklar som publicerats i tidskriften Kosmos, som utges av Martinus Institut i Köpenhamn.
Martinus såg sitt arbete som en fortsättning på föregående tidsåldrars religiösa, kulturella större utvecklingsfaser (av Martinus kallade "impulser"), av vilka den senaste låg till grund för de tre stora världsreligionerna: Buddhismen, Kristendomen och Islam. Han såg som sin uppgift att skapa en mer intellektuell grund för livets religiösa eller andliga sida och ansåg att denna del av verkligheten i takt med mänsklighetens fortlöpande utveckling kan börja förklaras och förstås mer vetenskapligt, och det var detta Martinus ansåg sig göra i sitt verk i form av vad han kallade "kosmiska analyser". 
Martinus betraktade, med utgångspunkt i dåtidens danska och västerländska kristna kulturgrund, sitt samlade verk som ett kompletterande tredje och sista testamente till Bibelns tanketradition i Gamla och Nya testamentet och menade att hans arbete, "den andliga vetenskapen", kan ses som "Hjälparen, den helige ande", som det benämndes och förutsades i Bibeln. Med detta menade han tillgången till "helig kunskap" i betydelsen kunskap om den högsta verkligheten, och i linje härmed benämnde han även sitt verk som "Den Intellektualiserade Kristendomen". I "Tredje Testamentet" menade Martinus således att han gav mer logiska förklaringar till de andliga realiteter och samband, som döljer sig bakom de äldre trosbaserade religiösa dogmerna. Framtidens världsbild och livssyn är enligt Martinus inte en fråga om tro, utan en fråga om analys, vetande och vetenskap om det gudomliga världsalltet, vars grundton han menade är allkärleken. Därmed skulle dessa tre testamenten i grunden utgöra en till varje tidsepok anpassad vägledning i moral, livsåskådning och världsbild. Tredje Testamentet är avsett för humant och vetenskapligt inställda människor, som sympatiserar med religionernas kärleksbudskap, men som inte kan inspireras av någon religion på basis av (blind) tro eller av dogmer och ritualer – vare sig från religiöst eller naturvetenskapligt håll.
Många av bokverken finns översatta till ett tjugotal språk, och Martinus företog på äldre dagar också studie- och föredragsresor till flera länder, såsom Japan, Israel, Egypten, Indien, inom Europa med flera.

### Martinus Institut och centra
År 1932 inrättade Martinus kontor för verksamheten i Frederiksberg. Sedan 1943 finns Martinus Institut. I byggnaden bodde och arbetade också Martinus. Institutet ger sedan 1933 ut tidskriften Kosmos. Därutöver finns nationella centra i vissa andra länder, såsom det svenska (Stiftelsen Martinus Kosmologi, Världsbild Förlag) på Lidingö. År 1935 skapade Martinus även ett Martinus Center som en "sommarby" vid havet vid Klint nära Nykøbing på Själland. Martinus bodde, undervisade och skrev också tidvis i Klint under många år.

### Verkets kunskapsinnehåll
Tredje Testamentet är en lära om världsalltet som helhet. I denna helhet består för Martinus allting av levande, förnimmande former och organismer, enligt principerna för panteism, och är i sin helhet detsamma som det som omfattas av begreppet Gud. Således utgör allt i såväl mikro- och makrokosmos som vårt eget mellankosmos delar av "Guds kropp". Dessa delar kallar Martinus för "livsenheter", eftersom de var för sig representerar levande väsen.   Alla levande väsen (mineraler, växter, djur inklusive dagens människor) befinner sig i evig utveckling mot allt högre former av medvetande. Denna utveckling försiggår växelvis i ett andligt eller psykiskt tillstånd, växelvis bundet i en fysisk organism, och den är synonym med Guds sätt att skapa och upprätthålla sin egen livsupplevelse, dvs Guds liv. Den så kallade andliga världen består enligt Martinus av "strålformig" (i olika grad självlysande), icke-fysisk materia, strukturerad som samtliga väsens andliga former (materiellt, men icke-fysiskt vågfält). Den fysiska världen är fysiska kroppens, rummets och tidsformens värld, vars motstånd och besvär individen ska lära sig att övervinna – därför sker upprepade återfödelser (dock inte s.k. själavandring).  I den fysiska världen får individen genomgå obehagliga och behagliga erfarenheter, som alla berikar dennes medvetande och gradvis stöper om dess väsen i allt fullkomligare former. Slutligen blir denne en kärleksvarelse, som till fullo förstår sin existens, handlar endast till gagn för helheten och lever i harmoni med världsalltet. En sådan gudsuppfattning som uppfattar världen som en Gud, samtidigt som denne Gud är mer än detta, brukar benämnas Panenteism. Dock är den Gud som Martinus beskriver inte opersonlig.[källa behövs]
Världsalltets liv är således, enligt Martinus, i sig självt endast ett sammanhållet och evigt existerande levande väsen. Men i sin manifestation framträder Gud i ett oändligt spektrum av tillfälliga livsformer. Allt som sker i världsalltet utgör avgränsade logiska och oumbärliga led i den ständiga evolutionen. 
Allt är kärleksfull skapelse och detta är existensens essens och förutsättning. Det i det fysiska universum, som vi fysiska människor –
- kallar för livlöst är det, vars liv vi inte ser;
- kallar stillhet är det, vars rörelse vi inte ser;
- kallar för tomrum är det, vars materia vi inte ser;
- kallar meningslöst är det vars mening vi inte ser.

I Martinus kosmologi är livets immateriella sida inte ett "intet", utan en andlig verklighet. Denna sida av livet beskriver Martinus ingående. Därför kallar han sitt verk även för en andlig vetenskap. Den andliga vetenskapen är enligt Martinus ett nödvändigt komplement till den naturvetenskap, som i nutid för många har tagit religionernas plats, som grund och inspiratör för vår syn på livet.
Världsalltet liksom individen består av tre aspekter, som Martinus kallar X1, X2 och X3. Benämningen X kommer av att alla aspekter i sin slutanalys mynnar ut i oändligheten och därför blir onämnbara, utöver detta "något" som "X" representerar. De tre X:en är således i grunden inte separerade eller olika, utan utgör tre olika roller som detta "något" inkluderar. I realiteten finns alltså endast ett enda odelbart X, som i kraft av ett integrerat samspel mellan de tre olika rollerna kan framträda som ett levande väsen:
- X1 är den stilla punkten i det levande väsendets inre, det som det upplever som sitt Jag, och som är dess gudomliga element.
- X2 är individens (och alltets) skapar- och upplevelseförmåga. Det är individens eviga kropp vars talanger formas av individens erfarenheter.
- X3 är det manifesterades plan (skapelser och upplevelser) och här finns sex basala strukturer, som är redskap för sex olika former av lika basala energier med hjälp av vilka all skapelse och upplevelse kommer till stånd. Martinus kallar dessa strukturer för grundenergikroppar. Sett ur människans perspektiv är det tre av dessa kroppar eller strukturer hos jordklotet (som levande väsen betraktat), som för oss framträder som mineral-, växt- och djurrike.

### Budskap och verksamhetsform
Kring Martinus arbete hålls föredrag och kurser runt om i Norden och i många länder därutöver, främst i Europa. Efter hans egen bestämda önskan, ska det kring hans arbete inte skapas någon form av föreningsverksamhet, samfund, sekter eller något som kräver medlemskap. Det finns inga sakrament eller ceremonier. Martinus kosmologi utgör en teoretisk vägledning för vem som helst, som finner inspiration i Tredje Testamentet. "Tag det av mitt arbete som du har nytta av och låt resten ligga", var hans paroll. Martinus ger nästan inga specifika råd om levnadssätt m.m. Var och en måste själv ta ställning till sådana frågor utifrån den erfarenhet och den värdegrund man har. Däremot förespråkar han generellt nästakärlek, förlåtelse och tolerans samt användandet av bön. Han rekommenderar en vegetarisk matkultur – vilket han närmare beskriver i boken Den idealiska födan – och att man avhåller sig från att inta alkohol och andra droger.

### Skrifter av Martinus på svenska
- Livets Bog, band 1-7
- Den eviga världsbilden, band 1, 2, 3-4 och 5
- Logik
- Bisättning
- Mänsklighetens öde
- Påsk
- Vad är sanning?
- Kring min missions födelse
- Den idealiska födan
- Blad ur Guds bilderbok
- Den längst levande avguden
- Mänskligheten och världsbilden
- Martinus minnen
- Kosmiskt medvetande
- Bönens mysterium
- Vägen till invigning
- Julevangeliet
- Kosmiska glimtar
- Meditation
- Livets väg
- De levande väsendenas odödlighet
- Kulturens skapelse
- Vägen till paradiset
- Världsfredens skapelse
- Två slags kärlek
- Genom dödens port
- Kosmiska lektioner 1
- Kosmiska lektioner 2

### Böcker på danska
- 9. Mellem to verdensepoker
- 14. Bevidsthedens skabelse
- 15. Ud af mørket
- 16. Reinkarnationsprincippet
- 17. Verdensreligion og verdenspolitik
- 18. Livets skæbnespil
- 21. Hinsides dødsfrygten
- 26. Djævlebevidsthed og kristusbevidsthed
- Artikelsamlingar
- Martinus’ erindringer

### Övriga
- Byskov, Else: Death Is An Illusion.  A logical explanation based on Martinus’ worldview. 2002, Paragon House. ISBN 1-55778-813-8
- Lorentsen, Asger: Det Levende Verdensbillede. Levendegørelse mellem Martinus og esoterisk filosofi. 2006, Den Gyldne Cirkels Forlag. ISBN 87-990058-1-6
- Martinus Institut: Samarbejdsstrukturen.  1992, Borgen Forlag. ISBN 87-21-02060-4
- Per Bruus-Jensen: X. En komplett indføring i Martinus’ kosmologi.  (4 bind). 1987, Nordisk Impuls. ISBN 87-88652-26-2
- Sam Zinglersen: Martinus’ Erindringer. 1987, Zinglersen’ Forlag. ISBN 87-8511-8575
- Sam Zinglersen: Martinus – som vi husker ham. 1988, Zinglersen’ Forlag. ISBN 87-8511-8583
- Per Bruus-Jensen: Sol & Måne.  Glimt fra 10 år I lære hos en stor, moderne mystiker og intuitionsbegavelse. 2001, Nordisk Impuls. ISBN 87-88652-29-7
- Kurt Christiansen: ”Martinus og hans livsværk Det Tredie Testamente. En biografi.” 2005, Kosmologisk Information’s Forlag. ISBN 87-985474-9-6